# Tashkent Open 2012
Tashkent Open 2012 — тенісний турнір, що проходив на відкритих кортах з твердим покриттям. Це був 14-й за ліком Tashkent Open. Належав до турнірів International у рамках Туру WTA 2012. Відбувся в Ташкенті (Узбекистан). Тривав з 10 до 16 вересня 2012 року.

## Учасниці основної сітки в одиночному розряді
| Країна     | Гравчиня             | Рейтинг1 | Сіяна |
| ---------- | -------------------- | -------- | ----- |
| Румунія    | Моніка Нікулеску     | 33       | 1     |
| Польща     | Уршуля Радванська    | 43       | 2     |
| Франція    | Алізе Корне          | 50       | 3     |
| Словаччина | Магдалена Рибарикова | 66       | 4     |
| Румунія    | Александра Каданцу   | 68       | 5     |
| Сербія     | Бояна Йовановські    | 72       | 6     |
| Росія      | Олександра Панова    | 76       | 7     |
| Казахстан  | Галина Воскобоєва    | 80       | 8     |

- 1 Рейтинг подано станом на 27 серпня 2012

### Інші учасниці
Нижче наведено учасниць, які отримали вайлдкард на участь в основній сітці:
- Нігіна Абдураїмова
- Влада Єкшибарова
- Сабіна Шаріпова

Нижче наведено гравчинь, які пробились в основну сітку через стадію кваліфікації:
- Катерина Бичкова
- Анна Чакветадзе
- Весна Долонц
- Донна Векич

Як щасливий лузер в основну сітку потрапили такі гравчині:
- Моніка Пуїг

### Відмовились від участі
- Катерина Бондаренко
- Стефані Форец Гакон
- Полона Герцог
- Шахар Пеєр
- Ксенія Первак

## Учасниці основної сітки в парному розряді

### Сіяні пари
| Країна  | Гравчиня           | Країна  | Гравчиня          | Рейтинг1 | Сіяна |
| ------- | ------------------ | ------- | ----------------- | -------- | ----- |
| Румунія | Ірина-Камелія Бегу | Румунія | Моніка Нікулеску  | 65       | 1     |
| Росія   | Ніна Братчикова    | Росія   | Олександра Панова | 135      | 2     |
| Чехія   | Ева Бірнерова      | Греція  | Елені Даніліду    | 138      | 3     |
| Франція | Алізе Корне        | Росія   | Алла Кудрявцева   | 149      | 4     |

- 1 Рейтинг подано станом на 27 серпня 2012

### Інші учасниці
Нижче наведено пари, які отримали вайлдкард на участь в основній сітці:
- Нігіна Абдураїмова /  Ксенія Ликіна
- Дарія Гаврилова /  Сабіна Шаріпова

### Знялись
- Анна Чакветадзе (травма спини)

## Переможниці та фіналістки

### Одиночний розряд
- Ірина-Камелія Бегу —  Донна Векич, 6–4, 6–4
- Для Бегу це був 1-й титул за рік і 1-й - за кар'єру

### Парний розряд
- Паула Канія /  Поліна Пєхова —  Анна Чакветадзе /  Весна Долонц, 6–2, ret.